# كازوكي ياو
كازوكي ياو (矢尾一樹 ياو كازوكي) هو ممثل ياباني ولد في 17 يونيو 1959 في كانازاوا, إيشيكاوا.

## أدواره في الأنمي

### مسلسلات أنمي تلفزيونية
- البدلة المتنقلة جاندام ZZ - جودو أشتا
- ون بيس - جانغو، مستر 2, فرانكي
- سباق التحدي - جاك ليفين
- اللعبة الكبرى - وسام
- ديث نوت - شيدو
- إينيشال دي - كويتشيرو إيكيتاني
- إينيشال دي Second Stage - كويتشيرو إيكيتاني
- إينيشال دي Fourth Stage - كويتشيرو إيكيتاني
- إينيشال دي Fifth Stage - كويتشيرو إيكيتاني
- الرقيب كيرورو - نائب العريف زورورو
- أدغال الديجيتال - أزرق
- جانسلينجر جيرل -IL TEATRINO- - ماركو
- البدلة المتنقلة جاندام 00 - آربر لينت
- خيميائي الفولاذ - يوكي
- خيميائي الفولاذ: فل ميتال ألكيميست - يوكي
- كينيتشي: التلميذ الأقوى - إيكي تاكيدا
- إينوياشا: الجزء الأخير - سيد الزهور
- وولفرين - هيديكي كوروهاغي
- بوكيمون دياموند/بيرل - بايروو
- المنافس الشرس كايجي - كيتامي
- كاراكوري كيدن هيو سنكي - بارت فايدمان
- غايست كراشر - أرومي
- كيوسوغيغا - الوصي الأعلى
- تيلز أوف ذي أبيس - ديست
- غريت تيتشر أونيزوكا - توشيوكي سايجيما
- إندماج الديجيمون - زامييلمون

### أوفا أنمي
- مردر برنسس - دومينيكوف
- غانباستر - سميث تورين
- بطولات أرسلان - غيف
- أوشيو و تورا - جورو
- باستارد!! - دارك شنايدر

### أفلام أنمي
- ون بيس: أميرة الصحراء والقراصنة - مستر 2
- ون بيس: معجزة الساكورا في الشتاء - فرانكي
- ون بيس فيلم: سترونغ وورلد - فرانكي
- ون بيس 3D: مطاردة قبعة القش - فرانكي
- ون بيس فيلم Z - فرانكي
- ون بيس فيلم غولد - فرانكي
- ون بيس ستامبيد - فرانكي
- XXXHOLiC: حلم ليلة منتصف الصيف - الجامع ذو القميص الأحمر
- إينيشال دي Third Stage - كويتشيرو إيكيتاني
- سلسلة أفلام بيرسيرك: العصر الذهبي
  - بيرسيرك: العصر الذهبي I بيضة الحاكم - جاستون
  - بيرسيرك: العصر الذهبي II معركة دولدراي - جاستون
  - بيرسيرك: العصر الذهبي III النزول - جاستون

## أدواره في ألعاب الفيديو
- إيرنست إيفانز - إيرنست إيفانز
- تيلز أوف ذي أبيس - ديست
- ون بيس: بايريت واريورز 2 - فرانكي
- ون بيس: بيرنينغ بلاد - فرانكي
- ون بيس: وورلد سيكر - فرانكي

## أدواره في الدبلجة اليابانية
- وقت المغامرة - بيلي

## وصلات خارجية
- كازوكي ياو على موقع IMDb (الإنجليزية)
- كازوكي ياو على موقع ميوزك برينز (الإنجليزية)
- كازوكي ياو على موقع ديسكوغز (الإنجليزية)
- كازوكي ياو على موقع قاعدة بيانات الفيلم (الإنجليزية)
- كازوكي ياو على موقع ANN person (الإنجليزية)